# Coupe de Pologne de football 2014-2015
Navigation
Coupe de Pologne 2013-2014 Coupe de Pologne 2015-2016
La Coupe de Pologne de football 2014-2015 (Puchar Polski w piłce nożnej 2014-2015 en polonais) est la 61e édition de la Coupe de Pologne. Le Zawisza Bydgoszcz met pour la première fois de son histoire son titre en jeu.
Le vainqueur de l'épreuve se qualifie pour le deuxième tour préliminaire de la Ligue Europa 2015-2016, sauf s'il remporte le championnat et se qualifie donc pour le deuxième tour de qualification de la Ligue des champions. Dans ce cas, le billet européen est attribué au deuxième du championnat, et le quatrième récupère la dernière place qualificative pour la Ligue Europa.
La finale de la Coupe de Pologne se déroule au stade national de Varsovie et oppose le Legia Varsovie au Lech Poznań. Pour la dix-septième fois de son histoire, le Legia remporte la coupe, sur le score de deux buts à un.

## Déroulement de la compétition
Cette page ne présente les résultats qu'à partir du premier tour.
Le système est le même que celui utilisé les années précédentes : jusqu'au stade des huitièmes de finale, la compétition se déroule sur le format de matchs simples, puis pour les quarts et les demies, sur celui de matchs aller et retour. La finale se joue sur un seul match.

## Nombre d'équipes par division et par tour
Date d'entrée des clubs :
- 1er tour : 18 clubs de 2e division 2013-2014 ;
- 16es de finale : 16 clubs de 1re division 2013-2014.

| Divisions \ Manches    | Tour prélim. (26 matches) | 2e tour prélim. (12 matches) | 1er tour (16 matches) | Seizièmes de finale | Huitièmes de finale | Quarts de finale | Demi- finales | Finale |
| ---------------------- | ------------------------- | ---------------------------- | --------------------- | ------------------- | ------------------- | ---------------- | ------------- | ------ |
| Ekstraklasa 16 équipes | non présents              | non présents                 | 2                     | 1 + 14              | 10                  | 6                | 3             | 2      |
| I liga 18 équipes      | 4                         | 3                            | 2 + 12                | 6 + 2               | 2                   | Aucun            | Aucun         | Aucun  |
| II liga 18 équipes     | 14 (1 forf.)              | 10                           | 6 + 3                 | 6                   | 3                   | 2                | 1             | Aucun  |
| III liga               | 28 (1 forf.)              | 12                           | 6                     | 3                   | 1                   | Aucun            | Aucun         | Aucun  |
| IV liga                | 3                         | 1                            | Aucun                 | Aucun               | Aucun               | Aucun            | Aucun         | Aucun  |
| Clubs amateurs         | 3                         | Aucun                        | + 1 (forf.)           | Aucun               | Aucun               | Aucun            | Aucun         | Aucun  |
| Total                  | 52                        | 26                           | 32                    | 32                  | 16                  | 8                | 4             | 2      |

## Le parcours des clubs de première division
Les deux clubs promus d'Ekstraklasa font leur entrée dans la compétition, lors du premier tour. Les autres commencent la coupe au tour suivant.
Voici leur parcours respectif :
| Club                       | Parcours lors de la saison 2013-14 | Parcours cette saison                                                    |
| -------------------------- | ---------------------------------- | ------------------------------------------------------------------------ |
| Zawisza Bydgoszcz          | Vainqueur                          | Seizièmes de finale – Battu par le Podbeskidzie Bielsko-Biała (D1)       |
| Jagiellonia Białystok      | Demi-finales                       | Huitièmes de finale – Battu par le Lech Poznań (D1)                      |
| Górnik Zabrze              | Quarts de finale                   | Huitièmes de finale – Battu par le Podbeskidzie Bielsko-Biała (D1)       |
| Lechia Gdańsk              | Quarts de finale                   | Seizièmes de finale – Battu par le Stal Stalowa Wola (D3)                |
| Korona Kielce              | Huitièmes de finale                | Seizièmes de finale – Battu par le Górnik Zabrze (D1)                    |
| Lech Poznań                | Huitièmes de finale                | Finale – Battu par le Legia Varsovie (D1)                                |
| Legia Varsovie             | Huitièmes de finale                | Vainqueur – Bat le Lech Poznań (D1)                                      |
| Śląsk Wrocław              | Huitièmes de finale                | Quarts de finale – Battu par le Legia Varsovie (D1)                      |
| Wisła Cracovie             | Huitièmes de finale                | Seizièmes de finale – Battu par le Lech Poznań (D1)                      |
| GKS Bełchatów (P)          | Seizièmes de finale                | Huitièmes de finale – Battu par le Piast Gliwice (D1)                    |
| Piast Gliwice              | Seizièmes de finale                | Quarts de finale – Battu par le Podbeskidzie Bielsko-Biała (D1)          |
| Podbeskidzie Bielsko-Biała | Seizièmes de finale                | Demi-finales – Battu par le Legia Varsovie (D1)                          |
| Pogoń Szczecin             | Seizièmes de finale                | Huitièmes de finale – Battu par le Legia Varsovie (D1)                   |
| Ruch Chorzów               | Seizièmes de finale                | Seizièmes de finale – Battu par l'Ostrovia 1909 Ostrów Wielkopolski (D4) |
| Cracovia                   | 1er tour                           | Quarts de finale – Battu par le Błękitni Stargard Szczeciński (D3)       |
| Górnik Łęczna (P)          | 1er tour                           | 1er tour – Battu par le Stal Rzeszów (D4)                                |

## Compétition

### Premier tour
Le tirage au sort a lieu le 26 juin 2014, au siège de la fédération. Les matchs ont lieu les 12 et 13 août 2014.
| Club (division)                        | Score           | Club (division)                   | Affluence |
| -------------------------------------- | --------------- | --------------------------------- | --------- |
| Rozwój Katowice (D3)                   | 0 – 1           | GKS Tychy (D2)                    | 400       |
| Ostrovia 1909 Ostrów Wielkopolski (D4) | 2 – 1 (a.p.)    | Puszcza Niepołomice (D3)          | 800       |
| Znicz Pruszków (D3)                    | 2 – 1           | Termalica Bruk-Bet Nieciecza (D2) | 600       |
| GKS Katowice (D2)                      | 1 – 2           | Chrobry Głogów (D2)               | 1 640     |
| Gryf Wejherowo (D4)                    | 1 – 0           | Arka Gdynia (D2)                  | 2 500     |
| Energetyk ROW Rybnik (D3)              | 2 – 1           | Siarka Tarnobrzeg (D3)            | 573       |
| Sokół Kleczew (D4)                     | 1 – 4           | Miedź Legnica (D2)                | 500       |
| Polonia Bytom (D4)                     | 1 – 3           | Wisła Płock (D2)                  | 683       |
| Stal Stalowa Wola (D3)                 | 2 – 0           | Olimpia Grudziądz (D2)            | 500       |
| Radomiak Radom (D4)                    | 1 – 2 (a.p.)    | Dolcan Ząbki (D2)                 | 1 500     |
| Błękitni Stargard Szczeciński (D3)     | 1 – 0           | Chojniczanka Chojnice (D2)        |           |
| Flota Świnoujście (D2)                 | 2 – 0           | Wigry Suwałki (D2)                | 968       |
| Kolejarz Stróże (D7)                   | 0 – 3 (forfait) | Wisła Puławy (D3)                 |           |
| Stal Rzeszów (D4)                      | 2 – 1           | Górnik Łęczna (D1)                | 400       |
| Okocimski KS Brzesko (D3)              | 2 – 1           | Stomil Olsztyn (D2)               | 300       |
| Sandecja Nowy Sącz (D2)                | 0 – 1           | GKS Bełchatów (D1)                | 1 200     |

### Seizièmes de finale
Le tirage au sort a lieu le 14 août 2014, au stade national de Varsovie, et concerne l'ensemble du tableau final. Les matchs ont lieu les 23, 24 et 25 septembre 2014.
| Club (division)                        | Score             | Club (division)                    | Affluence |
| -------------------------------------- | ----------------- | ---------------------------------- | --------- |
| Miedź Legnica (D2)                     | 0 – 4             | Legia Varsovie (D1)                | 5 100     |
| Dolcan Ząbki (D2)                      | 2 – 3 (a.p.)      | Pogoń Szczecin (D1)                | 500       |
| Widzew Łódź (D2)                       | 1 – 2             | Śląsk Wrocław (D1)                 | 1 000     |
| Stal Stalowa Wola (D3)                 | 2 – 1             | Lechia Gdańsk (D1)                 | 2 000     |
| Flota Świnoujście (D2)                 | 1 – 2             | GKS Bełchatów (D1)                 | 580       |
| Wisła Puławy (D3)                      | 1 – 1 (3 – 4 tab) | Piast Gliwice (D1)                 | 900       |
| Górnik Zabrze (D1)                     | 2 – 1             | Korona Kielce (D1)                 | 1 500     |
| Zawisza Bydgoszcz (D1)                 | 0 – 2             | Podbeskidzie Bielsko-Biała (D1)    | 1 000     |
| Ostrovia 1909 Ostrów Wielkopolski (D4) | 2 – 1             | Ruch Chorzów (D1)                  | 2 500     |
| Okocimski KS Brzesko (D3)              | 1 – 2             | Cracovia (D1)                      | 1 000     |
| Gryf Wejherowo (D4)                    | 1 – 2             | Błękitni Stargard Szczeciński (D3) | 500       |
| Wisła Płock (D2)                       | 2 – 2 (3 – 4 tab) | GKS Tychy (D2)                     | 600       |
| Stal Rzeszów (D4)                      | 1 – 3             | Znicz Pruszków (D3)                | 500       |
| Energetyk ROW Rybnik (D3)              | 0 – 4             | Zagłębie Lubin (D2)                | 1 174     |
| Chrobry Głogów (D2)                    | 1 – 3             | Jagiellonia Białystok (D1)         | 1 800     |
| Lech Poznań (D1)                       | 2 – 0             | Wisła Cracovie (D1)                | 10 695    |

### Huitièmes de finale
Les matchs ont lieu les 15, 28, 29 et 30 octobre 2014.
| Club (division)                        | Score        | Club (division)                 | Affluence |
| -------------------------------------- | ------------ | ------------------------------- | --------- |
| Legia Varsovie (D1)                    | 3 – 1 (a.p.) | Pogoń Szczecin (D1)             | 15 412    |
| Stal Stalowa Wola (D3)                 | 0 – 1        | Śląsk Wrocław (D1)              | 2 300     |
| Piast Gliwice (D1)                     | 5 – 0        | GKS Bełchatów (D1)              | 1 231     |
| Górnik Zabrze (D1)                     | 2 – 4        | Podbeskidzie Bielsko-Biała (D1) | 2 000     |
| Ostrovia 1909 Ostrów Wielkopolski (D4) | 1 – 2 (a.p.) | Cracovia (D1)                   | 7 000     |
| Błękitni Stargard Szczeciński (D3)     | 3 – 2        | GKS Tychy (D2)                  | 1 200     |
| Znicz Pruszków (D3)                    | 2 – 1        | Zagłębie Lubin (D2)             | 900       |
| Lech Poznań (D1)                       | 4 – 2 (a.p.) | Jagiellonia Białystok (D1)      | 10 237    |

### Quarts de finale
Les matchs ont lieu les 12 février, 3 et 4 mars (aller) et les 5, 17, 18 et 19 mars 2015 (retour).
| Club (division)                    | Aller | Total | Retour      | Club (division)                 | Affluences      |
| ---------------------------------- | ----- | ----- | ----------- | ------------------------------- | --------------- |
| Śląsk Wrocław (D1)                 | 1 – 1 | 2 – 2 | 1 – 1 (1–3) | Legia Varsovie (D1)             | 15 183 – 21 464 |
| Piast Gliwice (D1)                 | 1 – 2 | 1 – 3 | 0 – 1       | Podbeskidzie Bielsko-Biała (D1) | 2 103 – 2 873   |
| Błękitni Stargard Szczeciński (D3) | 2 – 0 | 4 – 0 | 2 – 0       | Cracovia (D1)                   | 2 000 – 4 644   |
| Znicz Pruszków (D3)                | 1 – 5 | 1 – 6 | 0 – 1       | Lech Poznań (D1)                | 1 940 – 8 273   |

### Demi-finales
Les matchs ont lieu les 1er avril (aller) et les 8 et 9 avril 2015 (retour).
| Club (division)                    | Aller | Total | Retour       | Club (division)     | Affluences     |
| ---------------------------------- | ----- | ----- | ------------ | ------------------- | -------------- |
| Podbeskidzie Bielsko-Biała (D1)    | 1 – 4 | 1 – 6 | 0 – 2        | Legia Varsovie (D1) | 5 877 – 10 870 |
| Błękitni Stargard Szczeciński (D3) | 3 – 1 | 4 – 6 | 1 – 5 (a.p.) | Lech Poznań (D1)    | 2 500 – 18 461 |

### Finale
La finale se joue le 2 mai 2015, au stade national de Varsovie. Elle oppose deux clubs de première division, le Legia Varsovie, seize fois vainqueur de la compétition (record national), et le Lech Poznań, cinq fois vainqueur (1982, 1984, 1988, 2004, 2009).
Dans une ambiance bien différente de l'édition précédente, les supporters des deux clubs ayant rempli le secteur du stade qui leur était dédié, le Lech Poznań ouvre le score grâce à un but contre son camp de Tomasz Jodłowiec, qui se rattrapera par la suite en ramenant les deux équipes à égalité. Au cours d'une rencontre disputée, c'est finalement le Legia qui prend l'avantage et le conserve jusqu'à la fin, remportant ainsi son dix-septième trophée.
| Titulaires :  |                   |     |
|               |                   |     |
| 33            | Maciej Gostomski  |     |
| 4             | Tomasz Kędziora   |     |
| 35            | Marcin Kamiński   |     |
| 23            | Paulus Arajuuri   |     |
| 3             | Barry Douglas     |     |
| 6             | Łukasz Trałka     |     |
| 7             | Karol Linetty     | 68e |
| 24            | Dawid Kownacki    |     |
| 19            | Kasper Hämäläinen |     |
| 8             | Szymon Pawłowski  | 79e |
| 95            | Zaur Sadayev      | 72e |
|               |                   |     |
| Remplaçants : |                   |     |
| 1             | Jasmin Burić      |     |
| 5             | Tamás Kádár       |     |
| 16            | Darko Jevtić      | 68e |
| 25            | Luis Henríquez    |     |
| 28            | Dariusz Formella  | 72e |
| 77            | Muhamed Keita     | 79e |
| 88            | Arnaud Djoum      |     |
|               |                   |     |
| Entraîneur :  |                   |     |
| Maciej Skorża |                   |     |

| Titulaires :  |                     |         |
|               |                     |         |
| 12            | Dušan Kuciak        |         |
| 28            | Łukasz Broź         |         |
| 25            | Jakub Rzeźniczak    |         |
| 15            | Iñaki Astiz         |         |
| 17            | Tomasz Brzyski      |         |
| 21            | Ivica Vrdoljak      |         |
| 3             | Tomasz Jodłowiec    |         |
| 6             | Guilherme           | 37e     |
| 8             | Ondrej Duda         | 79e     |
| 18            | Michał Kucharczyk   |         |
| 9             | Marek Saganowski    |         |
|               |                     |         |
| Remplaçants : |                     |         |
| 34            | Arkadiusz Malarz    |         |
| 4             | Igor Lewczuk        |         |
| 19            | Bartosz Bereszyński |         |
| 20            | Jakub Kosecki       | 89e     |
| 33            | Michał Żyro         | 37e 89e |
| 16            | Michał Masłowski    | 79e     |
| 45            | Adam Ryczkowski     |         |
|               |                     |         |
| Entraîneur :  |                     |         |
| Henning Berg  |                     |         |

| Titulaires :  |                   |     |
|               |                   |     |
| 33            | Maciej Gostomski  |     |
| 4             | Tomasz Kędziora   |     |
| 35            | Marcin Kamiński   |     |
| 23            | Paulus Arajuuri   |     |
| 3             | Barry Douglas     |     |
| 6             | Łukasz Trałka     |     |
| 7             | Karol Linetty     | 68e |
| 24            | Dawid Kownacki    |     |
| 19            | Kasper Hämäläinen |     |
| 8             | Szymon Pawłowski  | 79e |
| 95            | Zaur Sadayev      | 72e |
|               |                   |     |
| Remplaçants : |                   |     |
| 1             | Jasmin Burić      |     |
| 5             | Tamás Kádár       |     |
| 16            | Darko Jevtić      | 68e |
| 25            | Luis Henríquez    |     |
| 28            | Dariusz Formella  | 72e |
| 77            | Muhamed Keita     | 79e |
| 88            | Arnaud Djoum      |     |
|               |                   |     |
| Entraîneur :  |                   |     |
| Maciej Skorża |                   |     |

| Titulaires :  |                     |         |
|               |                     |         |
| 12            | Dušan Kuciak        |         |
| 28            | Łukasz Broź         |         |
| 25            | Jakub Rzeźniczak    |         |
| 15            | Iñaki Astiz         |         |
| 17            | Tomasz Brzyski      |         |
| 21            | Ivica Vrdoljak      |         |
| 3             | Tomasz Jodłowiec    |         |
| 6             | Guilherme           | 37e     |
| 8             | Ondrej Duda         | 79e     |
| 18            | Michał Kucharczyk   |         |
| 9             | Marek Saganowski    |         |
|               |                     |         |
| Remplaçants : |                     |         |
| 34            | Arkadiusz Malarz    |         |
| 4             | Igor Lewczuk        |         |
| 19            | Bartosz Bereszyński |         |
| 20            | Jakub Kosecki       | 89e     |
| 33            | Michał Żyro         | 37e 89e |
| 16            | Michał Masłowski    | 79e     |
| 45            | Adam Ryczkowski     |         |
|               |                     |         |
| Entraîneur :  |                     |         |
| Henning Berg  |                     |         |

## Tableau final
|  | Huitièmes de finale        | Huitièmes de finale     | Huitièmes de finale |                         |     | Quarts de finale          | Quarts de finale          | Quarts de finale          |  |  | Demi-finales        | Demi-finales        | Demi-finales        |  |  | Finale                                  | Finale                                  |
|  |                            |                         |                     |                         |     |                           |                           |                           |  |  |                     |                     |                     |  |  |                                         |                                         |
|  | 30 octobre 2014            | 30 octobre 2014         | 30 octobre 2014     |                         |     | 12 février et 5 mars 2015 | 12 février et 5 mars 2015 | 12 février et 5 mars 2015 |  |  | 1er et 8 avril 2015 | 1er et 8 avril 2015 | 1er et 8 avril 2015 |  |  | 2 mai 2015 – stade national de Varsovie | 2 mai 2015 – stade national de Varsovie |
|  | 30 octobre 2014            | 30 octobre 2014         | 30 octobre 2014     |                         |     | 12 février et 5 mars 2015 | 12 février et 5 mars 2015 | 12 février et 5 mars 2015 |  |  | 1er et 8 avril 2015 | 1er et 8 avril 2015 | 1er et 8 avril 2015 |  |  | 2 mai 2015 – stade national de Varsovie | 2 mai 2015 – stade national de Varsovie |
|  | Legia Varsovie             | 3ap                     | -                   |                         |     | 12 février et 5 mars 2015 | 12 février et 5 mars 2015 | 12 février et 5 mars 2015 |  |  | 1er et 8 avril 2015 | 1er et 8 avril 2015 | 1er et 8 avril 2015 |  |  | 2 mai 2015 – stade national de Varsovie | 2 mai 2015 – stade national de Varsovie |
|  | Legia Varsovie             | 3ap                     | -                   |                         |     | 12 février et 5 mars 2015 | 12 février et 5 mars 2015 | 12 février et 5 mars 2015 |  |  | 1er et 8 avril 2015 | 1er et 8 avril 2015 | 1er et 8 avril 2015 |  |  | 2 mai 2015 – stade national de Varsovie | 2 mai 2015 – stade national de Varsovie |
|  | Pogoń Szczecin             | 1                       | -                   |                         |     | 12 février et 5 mars 2015 | 12 février et 5 mars 2015 | 12 février et 5 mars 2015 |  |  | 1er et 8 avril 2015 | 1er et 8 avril 2015 | 1er et 8 avril 2015 |  |  | 2 mai 2015 – stade national de Varsovie | 2 mai 2015 – stade national de Varsovie |
|  | Pogoń Szczecin             | 1                       | -                   | Legia Varsovie          | 1   | 1 (3)                     |                           |                           |  |  | 1er et 8 avril 2015 | 1er et 8 avril 2015 | 1er et 8 avril 2015 |  |  | 2 mai 2015 – stade national de Varsovie | 2 mai 2015 – stade national de Varsovie |
|  | 28 octobre 2014            |                         |                     | Legia Varsovie          | 1   | 1 (3)                     |                           |                           |  |  | 1er et 8 avril 2015 | 1er et 8 avril 2015 | 1er et 8 avril 2015 |  |  | 2 mai 2015 – stade national de Varsovie | 2 mai 2015 – stade national de Varsovie |
|  |                            | Śląsk Wrocław           | 1                   | 1 (1)                   |     |                           |                           |                           |  |  | 1er et 8 avril 2015 | 1er et 8 avril 2015 | 1er et 8 avril 2015 |  |  | 2 mai 2015 – stade national de Varsovie | 2 mai 2015 – stade national de Varsovie |
|  | Stal Stalowa Wola          | Śląsk Wrocław           | 1                   | 1 (1)                   | 0   | -                         |                           |                           |  |  | 1er et 8 avril 2015 | 1er et 8 avril 2015 | 1er et 8 avril 2015 |  |  | 2 mai 2015 – stade national de Varsovie | 2 mai 2015 – stade national de Varsovie |
|  | Stal Stalowa Wola          | 4 et 19 mars 2015       |                     |                         | 0   | -                         |                           |                           |  |  | 1er et 8 avril 2015 | 1er et 8 avril 2015 | 1er et 8 avril 2015 |  |  | 2 mai 2015 – stade national de Varsovie | 2 mai 2015 – stade national de Varsovie |
|  | Śląsk Wrocław              | 1                       | -                   |                         |     |                           |                           |                           |  |  | 1er et 8 avril 2015 | 1er et 8 avril 2015 | 1er et 8 avril 2015 |  |  | 2 mai 2015 – stade national de Varsovie | 2 mai 2015 – stade national de Varsovie |
|  | Śląsk Wrocław              | 1                       | -                   | Legia Varsovie          | 4   | 2                         |                           |                           |  |  |                     |                     |                     |  |  | 2 mai 2015 – stade national de Varsovie | 2 mai 2015 – stade national de Varsovie |
|  | 29 octobre 2014            |                         |                     | Legia Varsovie          | 4   | 2                         |                           |                           |  |  |                     |                     |                     |  |  | 2 mai 2015 – stade national de Varsovie | 2 mai 2015 – stade national de Varsovie |
|  |                            | Podbeskidzie            | 1                   | 0                       |     |                           |                           |                           |  |  |                     |                     |                     |  |  | 2 mai 2015 – stade national de Varsovie | 2 mai 2015 – stade national de Varsovie |
|  | Piast Gliwice              | Podbeskidzie            | 1                   | 0                       | 5   | -                         |                           |                           |  |  |                     |                     |                     |  |  | 2 mai 2015 – stade national de Varsovie | 2 mai 2015 – stade national de Varsovie |
|  | Piast Gliwice              | 1er et 9 avril 2015     |                     |                         | 5   | -                         |                           |                           |  |  |                     |                     |                     |  |  | 2 mai 2015 – stade national de Varsovie | 2 mai 2015 – stade national de Varsovie |
|  | GKS Bełchatów              | 0                       | -                   |                         |     |                           |                           |                           |  |  |                     |                     |                     |  |  | 2 mai 2015 – stade national de Varsovie | 2 mai 2015 – stade national de Varsovie |
|  | GKS Bełchatów              | 0                       | -                   | Piast Gliwice           | 1   | 0                         |                           |                           |  |  |                     |                     |                     |  |  | 2 mai 2015 – stade national de Varsovie | 2 mai 2015 – stade national de Varsovie |
|  | 28 octobre 2014            |                         |                     | Piast Gliwice           | 1   | 0                         |                           |                           |  |  |                     |                     |                     |  |  | 2 mai 2015 – stade national de Varsovie | 2 mai 2015 – stade national de Varsovie |
|  |                            | Podbeskidzie            | 2                   | 1                       |     |                           |                           |                           |  |  |                     |                     |                     |  |  | 2 mai 2015 – stade national de Varsovie | 2 mai 2015 – stade national de Varsovie |
|  | Górnik Zabrze              | Podbeskidzie            | 2                   | 1                       | 2   | -                         |                           |                           |  |  |                     |                     |                     |  |  | 2 mai 2015 – stade national de Varsovie | 2 mai 2015 – stade national de Varsovie |
|  | Górnik Zabrze              | 4 et 17 mars 2015       |                     |                         | 2   | -                         |                           |                           |  |  |                     |                     |                     |  |  | 2 mai 2015 – stade national de Varsovie | 2 mai 2015 – stade national de Varsovie |
|  | Podbeskidzie               | 4                       | -                   |                         |     |                           |                           |                           |  |  |                     |                     |                     |  |  | 2 mai 2015 – stade national de Varsovie | 2 mai 2015 – stade national de Varsovie |
|  | Podbeskidzie               | 4                       | -                   | Legia Varsovie          | 2   |                           |                           |                           |  |  |                     |                     |                     |  |  |                                         |                                         |
|  | 29 octobre 2014            |                         |                     | Legia Varsovie          | 2   |                           |                           |                           |  |  |                     |                     |                     |  |  |                                         |                                         |
|  |                            | Lech Poznań             | 1                   |                         |     |                           |                           |                           |  |  |                     |                     |                     |  |  |                                         |                                         |
|  | Ostrovia 1909 Ostr. Wielk. | Lech Poznań             | 1                   | 1                       | -   |                           |                           |                           |  |  |                     |                     |                     |  |  |                                         |                                         |
|  | Ostrovia 1909 Ostr. Wielk. |                         |                     | 1                       | -   |                           |                           |                           |  |  |                     |                     |                     |  |  |                                         |                                         |
|  | Cracovia                   | 2ap                     | -                   |                         |     |                           |                           |                           |  |  |                     |                     |                     |  |  |                                         |                                         |
|  | Cracovia                   | 2ap                     | -                   | Cracovia                | 0   | 0                         |                           |                           |  |  |                     |                     |                     |  |  |                                         |                                         |
|  | 15 octobre 2014            |                         |                     | Cracovia                | 0   | 0                         |                           |                           |  |  |                     |                     |                     |  |  |                                         |                                         |
|  |                            | Błękitni Stargard Szcz. | 2                   | 2                       |     |                           |                           |                           |  |  |                     |                     |                     |  |  |                                         |                                         |
|  | Błękitni Stargard Szcz.    | Błękitni Stargard Szcz. | 2                   | 2                       | 3   | -                         |                           |                           |  |  |                     |                     |                     |  |  |                                         |                                         |
|  | Błękitni Stargard Szcz.    | 3 et 18 mars 2015       |                     |                         | 3   | -                         |                           |                           |  |  |                     |                     |                     |  |  |                                         |                                         |
|  | GKS Tychy                  | 2                       | -                   |                         |     |                           |                           |                           |  |  |                     |                     |                     |  |  |                                         |                                         |
|  | GKS Tychy                  | 2                       | -                   | Błękitni Stargard Szcz. | 3   | 1                         |                           |                           |  |  |                     |                     |                     |  |  |                                         |                                         |
|  | 15 octobre 2014            |                         |                     | Błękitni Stargard Szcz. | 3   | 1                         |                           |                           |  |  |                     |                     |                     |  |  |                                         |                                         |
|  |                            | Lech Poznań             | 1                   | 5ap                     |     |                           |                           |                           |  |  |                     |                     |                     |  |  |                                         |                                         |
|  | Znicz Pruszków             | Lech Poznań             | 1                   | 5ap                     | 2   | -                         |                           |                           |  |  |                     |                     |                     |  |  |                                         |                                         |
|  | Znicz Pruszków             |                         |                     |                         | 2   | -                         |                           |                           |  |  |                     |                     |                     |  |  |                                         |                                         |
|  | Zagłębie Lubin             | 1                       | -                   |                         |     |                           |                           |                           |  |  |                     |                     |                     |  |  |                                         |                                         |
|  | Zagłębie Lubin             | 1                       | -                   | Znicz Pruszków          | 1   | 0                         |                           |                           |  |  |                     |                     |                     |  |  |                                         |                                         |
|  | 30 octobre 2014            |                         |                     | Znicz Pruszków          | 1   | 0                         |                           |                           |  |  |                     |                     |                     |  |  |                                         |                                         |
|  |                            | Lech Poznań             | 5                   | 1                       |     |                           |                           |                           |  |  |                     |                     |                     |  |  |                                         |                                         |
|  | Lech Poznań                | Lech Poznań             | 5                   | 1                       | 4ap | -                         |                           |                           |  |  |                     |                     |                     |  |  |                                         |                                         |
|  | Lech Poznań                |                         |                     |                         | 4ap | -                         |                           |                           |  |  |                     |                     |                     |  |  |                                         |                                         |
|  | Jagiellonia Białystok      | 2                       | -                   |                         |     |                           |                           |                           |  |  |                     |                     |                     |  |  |                                         |                                         |
|  | Jagiellonia Białystok      | 2                       | -                   |                         |     |                           |                           |                           |  |  |                     |                     |                     |  |  |                                         |                                         |

1. 1 2 3 4  Ordre des matches inversé.

## Meilleurs buteurs
4 buts
- Mateusz Argasiński (Stal Stalowa Wola)
- Maciej Górski (en) (Znicz Pruszków)
- Zaur Sadayev (en) (Lech Poznań)
- Emil Wrażeń (Sparta Jazgarzew)

Source : 90minut.pl